# Orsetti-Haus

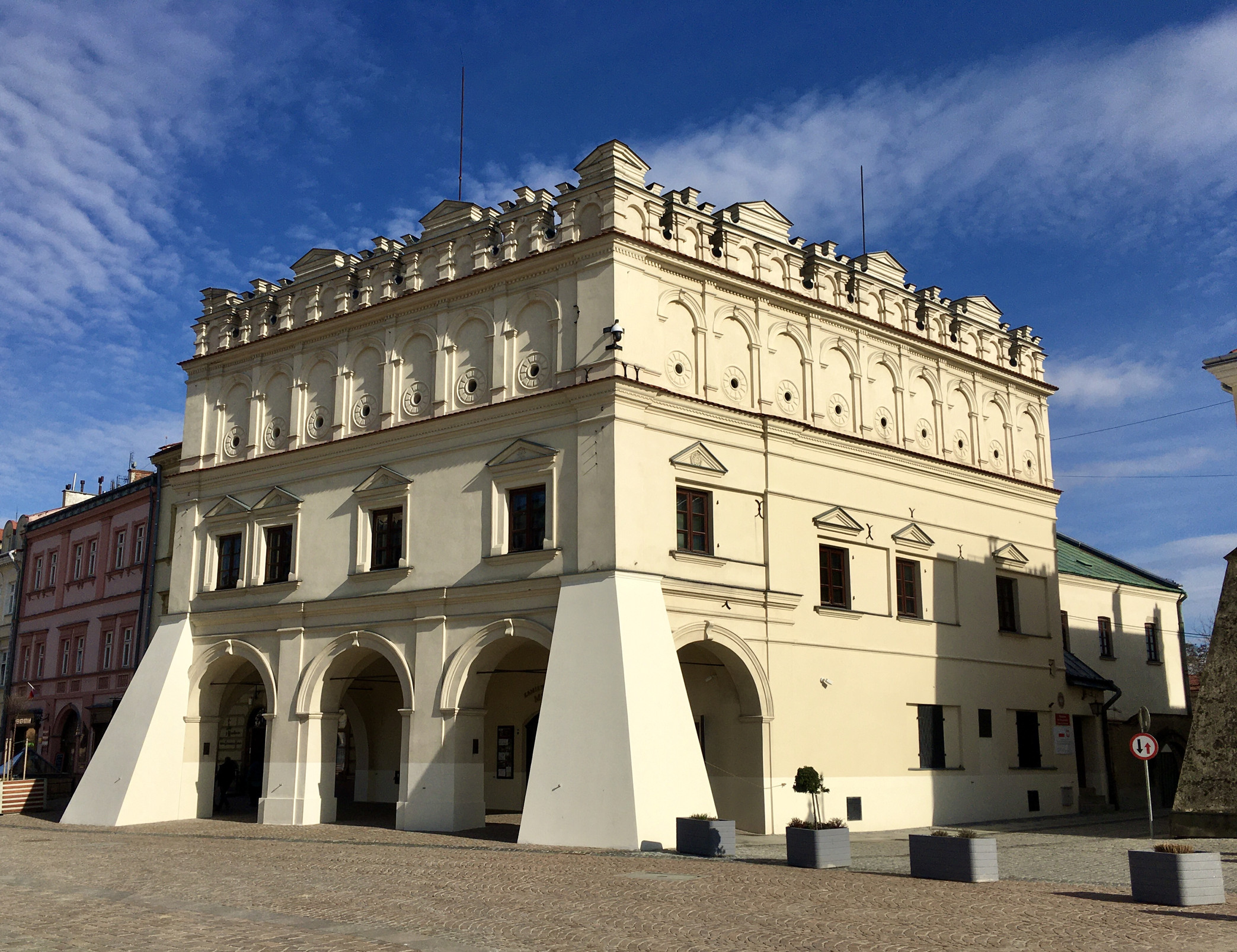
Orsetti-Haus

Das Orsetti-Haus ist ein historisches Gebäude an der Südseite des Marktplatzes in der Altstadt von Jarosław. Im Gebäude befindet sich heute das Stadtmuseum.

## Geschichte
Das Gebäude wurde 1570 von dem Kaufmann Jan Raczkowski an der Selle eines älteren Gebäudes, von dem nur die Kellergewölbe erhalten sind, im Renaissancestil erbaut. 1585 ging es an den Apotheker Stanisław Smiszowic. Anna Ostrogska, die Eigentümerin der Stadt, erzwang 1633 den Verkauf des Gebäudes an den Krakauer Kaufmann italienischer Herkunft Wilhelm Orsetti, der sich zur Übernahme der Schulden von Smiszowic verpflichtete. 1646 baute Orsetti das Gebäude im frühbarocken Stil um. Barocke Fresken und das Dachgeschoss stammen aus jener Zeit. Im 18. Jahrhundert gehörte es dem aus Bayern stammenden Bildhauer und Maler Thomas Hutter. Im 19. Jahrhundert erwarben jüdische Kaufleute das Haus. Der letzte Eigentümer flüchtete nach Palästina, während seine Mieter im Holocaust ermordet wurden. 1945 wurde das Gebäude saniert und dem lokalen Stadtmuseum zur Nutzung übergeben.